# ويليام بي. والتون
ويليام بي. والتون (بالإنجليزية: William Bell Walton)‏ هو محامي وسياسي أمريكي، ولد في 23 يناير 1871 في الولايات المتحدة، وتوفي في 14 أبريل 1939 في نفس البلد. حزبياً، نشط في الحزب الديمقراطي. وقد انتخب عضو مجلس النواب الأمريكي.